# Reting
Reting, ook wel Radreng (Wylie: Rwa-sgreng gom pa), is een Tibetaans boeddhistisch klooster in centraal Tibet. Het bevindt zich in de vallei Reting Tsampo ten noorden van Lhasa.

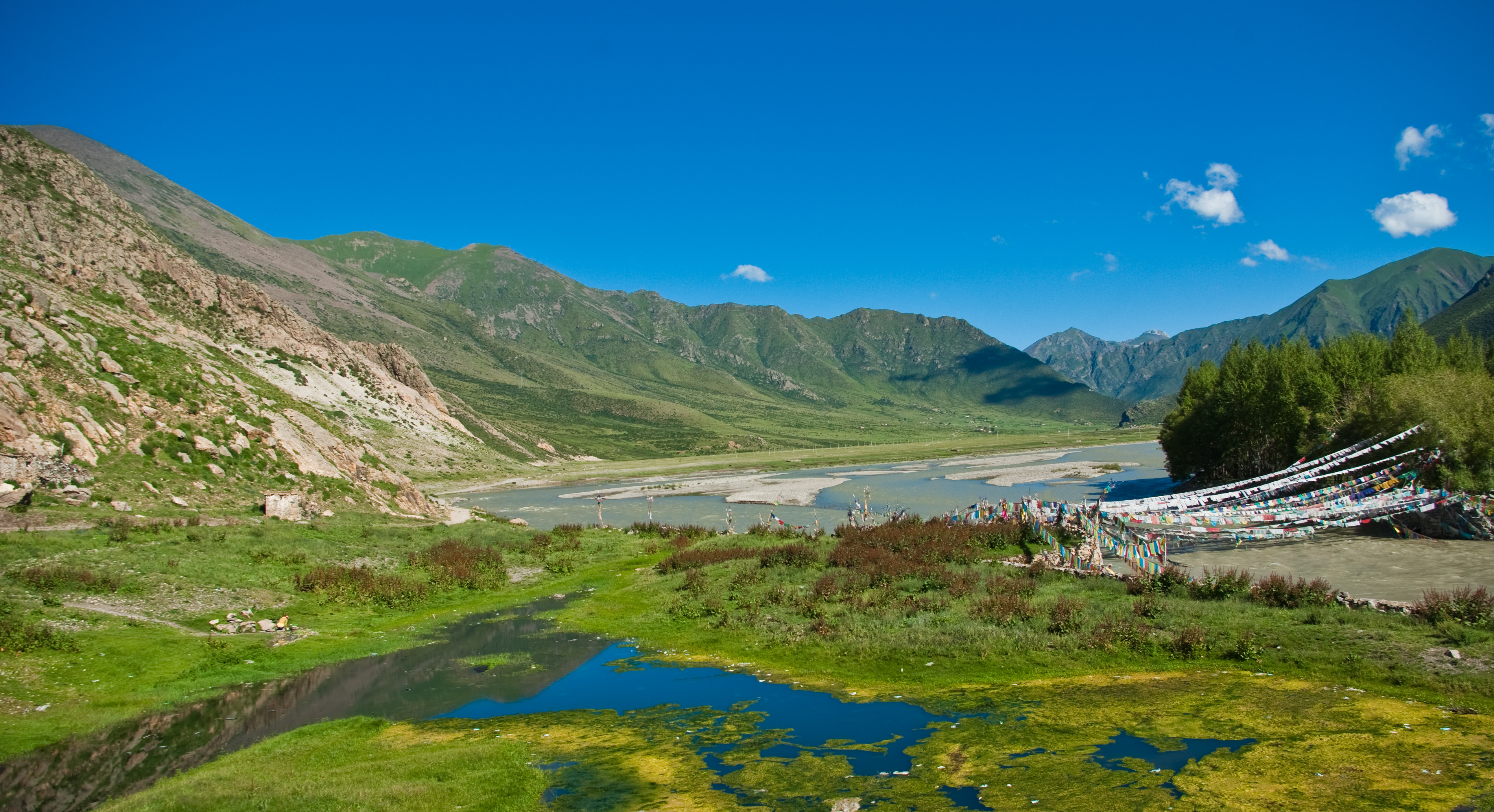
Retingklooster

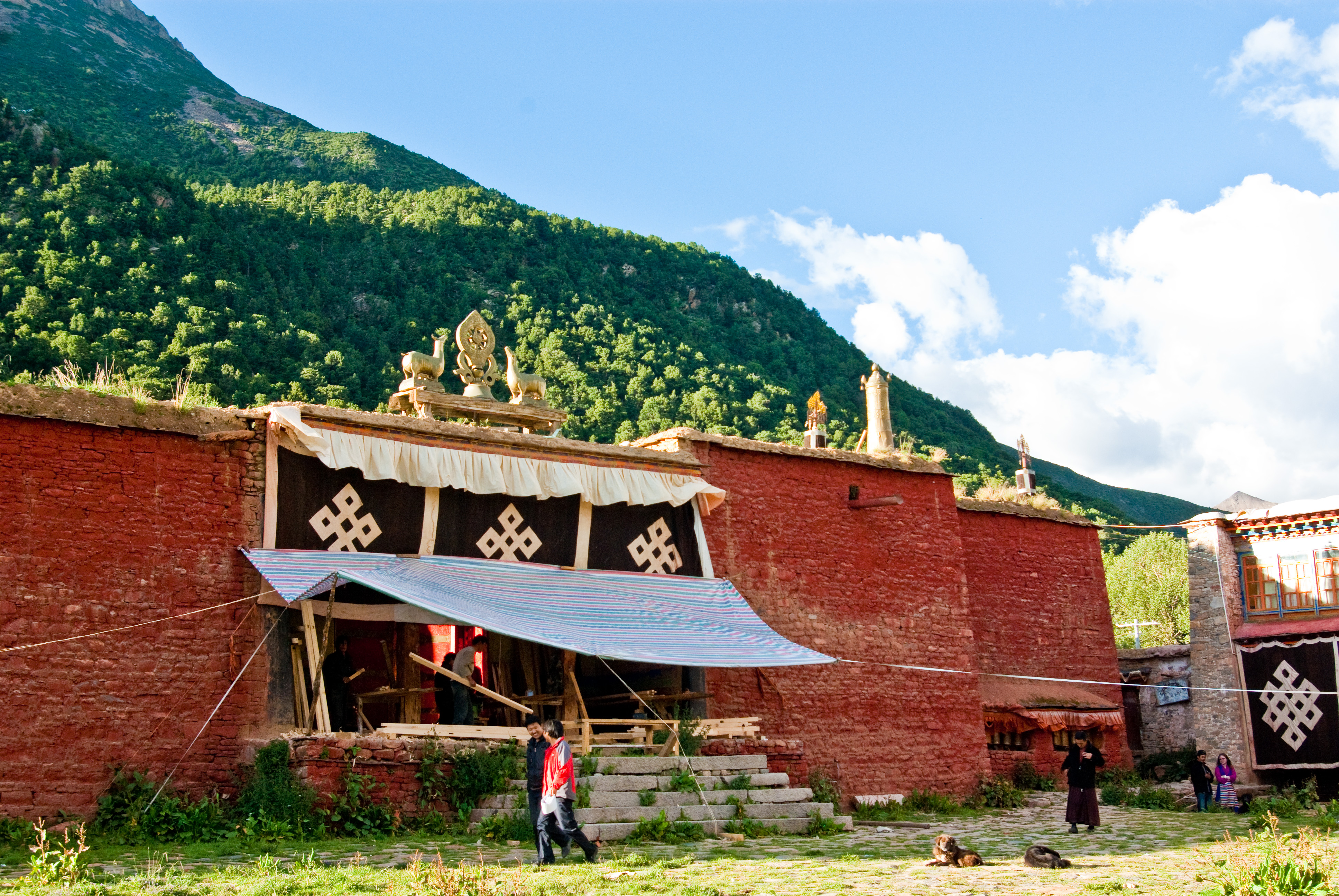
Retingklooster

Reting werd in 1056 gesticht door Dromtön, de belangrijkste leerling van Atisha, als zetel van de Kadam-lijn. Tsongkhapa (1357 – 1419) hervormde de Kadam die vanaf toen bekendstond als de gelugtraditie en de zetel van de Reting rinpoche.
De Reting rinpoches waren belangrijk voor de zoektocht naar de veertiende dalai lama, Tenzin Gyatso, in 1939. Enkele Reting rinpoche's waren regenten in historisch Tibet tijdens de kinderjaren van dalai lama's tussen 1845-55 en 1933-47. De laatste regent, de vijfde Reting rinpoche Jampäl Yeshe Gyaltsen, was betrokken bij de zoektocht naar de veertiende dalai lama en werd zijn hoofdleermeester. Hij werd later afgezet en overleed in Tibetaanse gevangenschap in 1947.
De zesde Reting rinpoche overleed in 1997. De Chinese autoriteiten kondigden in januari 2000 aan dat zij een incarnatie hadden gekozen als zevende Reting rinpoche, slechts twee dagen nadat een van de twee zeventiende karmapa-pretendenten, Orgyen Trinley Dorje, was gevlucht naar India. Deze incarnatie wordt niet erkend door de dalai lama die gelooft dat hij een pion is van de Chinese autoriteiten om controle te hebben over het boeddhistische geloof in Tibet.
Reting werd door de Rode Garde verwoest tijdens de Culturele Revolutie (1966-76) en is daarna slechts gedeeltelijk weer opgebouwd.